# Ido Cohen
Ido Cohen (Tel Aviv, Israel; 16 de agosto de 2001) es un piloto de automovilismo israelí. Actualmente compite en el Campeonato de Fórmula 3 de la FIA con Rodin Carlin.

## Carrera

### Fórmula 4
Cohen hizo su debut en las carreras de autos en 2018, compitiendo en el Campeonato de Italia de Fórmula 4 y la ADAC Fórmula 4. En la F4 italiana, terminó 30° en la general (9° en el Campeonato de novatos), y en la ADAC Fórmula 4, terminó 19° en la clasificación.
El israelí volvería a competir en estos mismos campeonatos en 2019 y le fue mucho mejor, terminando 6.º en el Campeonato de Italia de Fórmula 4 y 13.º en la ADAC Fórmula 4.
También en 2019, Cohen corrió en la categoría de Fórmula 4 de los Motorsport Games de la FIA para el equipo de Israel, donde ganó la carrera de clasificación, pero luego cayó al puesto 13 en la carrera principal.

### Fórmula 3

#### 2021
En octubre de 2020, Cohen probó en la prueba de postemporada delCampeonato de Fórmula 3 de la FIA del 2020 con Carlin en el Circuito de Barcelona-Cataluña, donde logró el puesto 23 en el Día 1.

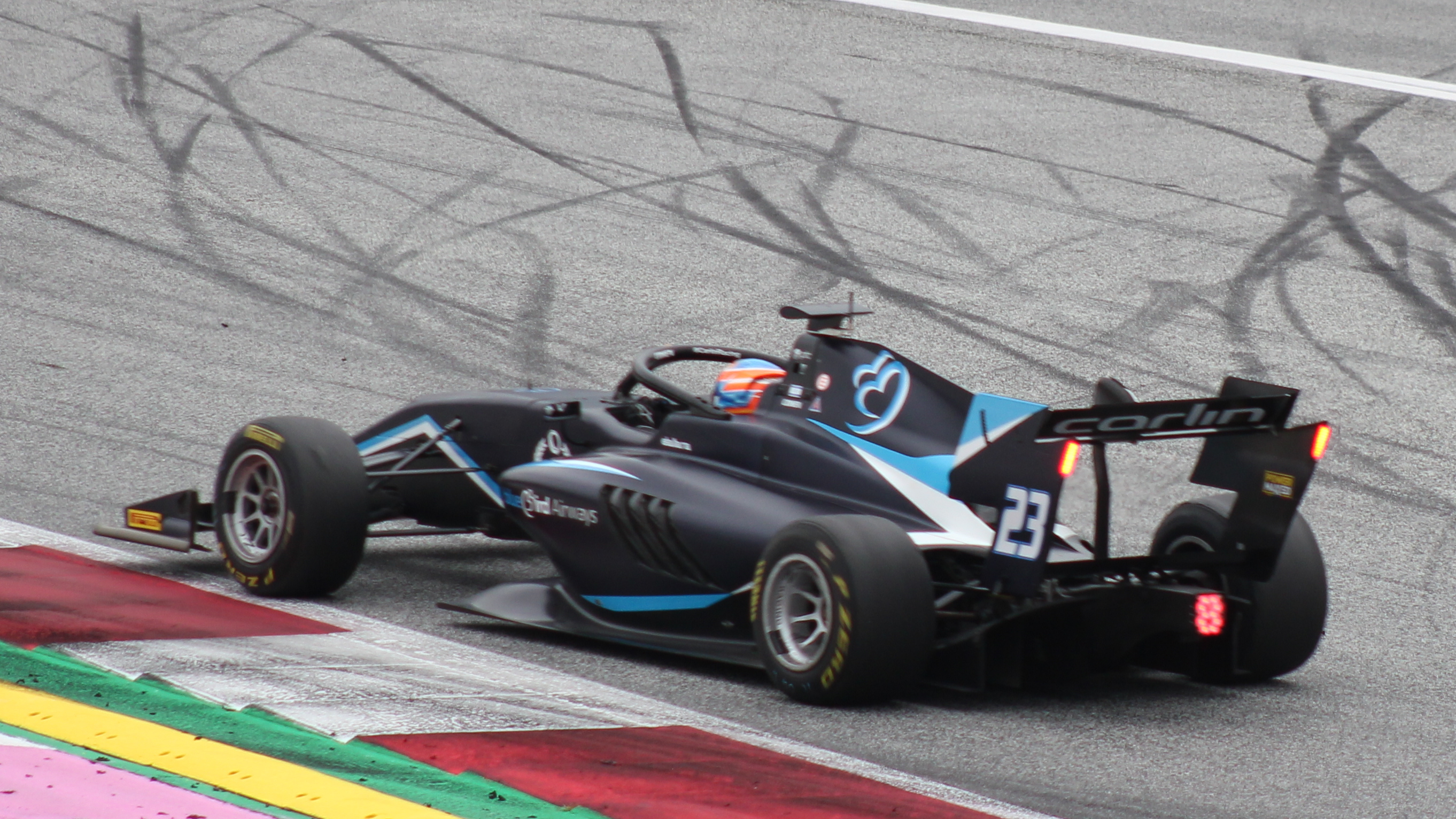
Cohen en el Red Bull Ring, 2021.

Luego probó nuevamente con el equipo en la segunda prueba de postemporada en el Circuito de Jerez, donde nuevamente logró el puesto 23. En febrero de 2021, se anunció que Cohen competiría a tiempo completo para Carlin Buzz Racing en el Campeonato de Fórmula 3 de la FIA, junto con Kaylen Frederick y Jonny Edgar.

#### 2022
Cohen se unió a Jenzer Motorsport para la temporada 2022, luego de probar con el equipo suizo durante el último día de pruebas de postemporada de 2021.
Cohen tuvo una temporada decepcionante, pero anotó sus primeros puntos en la séptima ronda en Spielberg en la carrera principal, donde terminó octavo. Terminó la temporada 24 en la clasificación con 2 puntos, por delante de su compañero de equipo Federico Malvestiti pero lejos de su otro compañero de equipo William Alatalo.

#### 2023
Manteniéndose en la categoría por tercera temporada, Cohen regresaría al renombrado equipo de Rodin Carlin para conducir en el Campeonato de Fórmula 3 de la FIA, junto con Oliver Gray y Hunter Yeany.

## Resumen de carrera
| Temporada | Categoría                               | Equipo                  | Carreras | Victorias | Poles | VR | Podios | Puntos | Pos. |
| --------- | --------------------------------------- | ----------------------- | -------- | --------- | ----- | -- | ------ | ------ | ---- |
| 2018      | Campeonato de Italia de Fórmula 4       | BWT Mücke Motorsport    | 21       | 0         | 0     | 0  | 0      | 0      | 30.º |
| 2018      | ADAC Fórmula 4                          | ADAC Berlin-Brandenburg | 18       | 0         | 0     | 0  | 0      | 7      | 19.º |
| 2019      | Campeonato de Italia de Fórmula 4       | Van Amersfoort Racing   | 20       | 0         | 0     | 0  | 3      | 132    | 6.º  |
| 2019      | ADAC Fórmula 4                          | Van Amersfoort Racing   | 20       | 0         | 0     | 0  | 1      | 76     | 13.º |
| 2019      | Eurofórmula Open                        | Carlin Motorsport       | 4        | 0         | 0     | 0  | 0      | 0      | NC†  |
| 2019      | Motorsport Games de la FIA              | Team Israel             | 1        | 0         | 1     | 0  | 0      | N/A    | 13.º |
| 2020      | Eurofórmula Open                        | Carlin Motorsport       | 18       | 0         | 0     | 0  | 2      | 114    | 7.º  |
| 2020      | Toyota Racing Series                    | M2 Competition          | 15       | 0         | 0     | 0  | 0      | 164    | 9.º  |
| 2021      | Campeonato de Fórmula 3 de la FIA       | Carlin Buzz Racing      | 20       | 0         | 0     | 0  | 0      | 0      | 24.º |
| 2021      | Campeonato de Fórmula Regional Europea  | JD Motorsport           | 8        | 0         | 0     | 0  | 0      | 0      | 27.º |
| 2022      | Campeonato de Fórmula Regional Asiática | BlackArts Racing        | 6        | 0         | 0     | 0  | 0      | 4      | 21.º |
| 2022      | Campeonato de Fórmula 3 de la FIA       | Jenzer Motorsport       | 18       | 0         | 0     | 0  | 0      | 2      | 26.º |
| 2023      | Campeonato de Fórmula 3 de la FIA       | Rodin Carlin            | 18       | 0         | 0     | 0  | 0      | 2      | 24.º |
| Fuente:   |                                         |                         |          |           |       |    |        |        |      |

## Resultados

### Campeonato de Fórmula 3 de la FIA
(Clave) (negrita indica pole position) (cursiva indica vuelta rápida puntuable)

| Año  | Escudería          | 1   | 1   | 1   | 2   | 2   | 2   | 3   | 3   | 3   | 4   | 4   | 4   | 5   | 5   | 5   | 6   | 6   | 6   | 7   | 7   | 7   | Pos. | Puntos | Ref.   |
| ---- | ------------------ | --- | --- | --- | --- | --- | --- | --- | --- | --- | --- | --- | --- | --- | --- | --- | --- | --- | --- | --- | --- | --- | ---- | ------ | ------ |
| 2021 | Carlin Buzz Racing | BAR | BAR | BAR | LEC | LEC | LEC | SPI | SPI | SPI | BUD | BUD | BUD | SPA | SPA | SPA | ZAN | ZAN | ZAN | SOC | SOC | SOC | 24.º | 0      | [ 11 ] |
| 2021 | Carlin Buzz Racing | 29  | 20  | 22  | 24  | Ret | 24  | Ret | 20  | 16  | 28† | 27  | Ret | Ret | 20  | 20  | 12  | 26† | 16  | 27  | C   | Ret | 24.º | 0      | [ 11 ] |

| Año  | Escudería         | 1   | 1   | 2   | 2   | 3   | 3   | 4   | 4   | 5   | 5   | 6   | 6   | 7   | 7   | 8   | 8   | 9   | 9   | Pos. | Puntos | Ref.   |
| ---- | ----------------- | --- | --- | --- | --- | --- | --- | --- | --- | --- | --- | --- | --- | --- | --- | --- | --- | --- | --- | ---- | ------ | ------ |
| 2022 | Jenzer Motorsport | SAK | SAK | IMO | IMO | BAR | BAR | SIL | SIL | SPI | SPI | BUD | BUD | SPA | SPA | ZAN | ZAN | MNZ | MNZ | 26.º | 2      | [ 12 ] |
| 2022 | Jenzer Motorsport | 14  | 15  | 23  | 13  | 23  | 22  | 17  | 15  | 14  | 9   | Ret | 17  | 24† | Ret | 29  | 16  | 15  | 12  | 26.º | 2      | [ 12 ] |
| 2023 | Rodin Carlin      | SAK | SAK | MEL | MEL | MON | MON | BAR | BAR | SPI | SPI | SIL | SIL | BUD | BUD | SPA | SPA | MNZ | MNZ | 24.º | 2      | [ 13 ] |
| 2023 | Rodin Carlin      | 18  | 18  | Ret | Ret | 19  | Ret | Ret | 26  | 17  | Ret | 9   | 24  | Ret | 22  | Ret | Ret | 21  | Ret | 24.º | 2      | [ 13 ] |

### Campeonato de Fórmula Regional Europea
(Clave) (negrita indica pole position) (cursiva indica vuelta rápida puntuable)

| Año  | Equipo        | 1   | 1   | 2   | 2   | 3   | 3   | 4   | 4   | 5   | 5   | 6   | 6   | 7   | 7   | 8   | 8   | 9   | 9   | 10  | 10  | Pos. | Puntos |
| ---- | ------------- | --- | --- | --- | --- | --- | --- | --- | --- | --- | --- | --- | --- | --- | --- | --- | --- | --- | --- | --- | --- | ---- | ------ |
| 2021 | JD Motorsport | IMO | IMO | BAR | BAR | MON | MON | LEC | LEC | ZAN | ZAN | SPA | SPA | SPI | SPI | VAL | VAL | MUG | MUG | MNZ | MNZ | 27.º | 0      |
| 2021 | JD Motorsport |     |     |     |     |     |     |     |     |     |     | 21  | 15  | 25  | 19  |     |     | 13  | Ret | 25  | Ret | 27.º | 0      |

## Vida personal
El padre de Cohen, Amihai Cohen, es dueño de la aerolínea griega Bluebird Airways.